# Подсобное Хозяйство (Очёрский район)
Подсобное Хозяйство — поселок в составе Очёрского городского округа в Пермском крае.

## Географическое положение
Поселок расположен в восточной части округа, примыкая с юга к поселку Павловский.

## Климат
Климат характеризуется как умеренно континентальный, с морозной снежной зимой и коротким тёплым летом. Средняя многолетняя температура самого холодного месяца (января) составляет −15,5°С, температура самого тёплого (июля) 17,5°С. Среднегодовое количество осадков — 441 мм.

## История
Поселок до 2020 года входил в состав Павловского городского поселения Очёрского района. После упразднения обоих муниципальных образований входит в состав Очёрского городского округа.

## Население
Постоянное население составляло 193 человек в 2002 году (92 % русские), 183 человека в 2010 году.